# Med fremmede øjne
|  | Denne artikel er oprettet af botten PalnaBot ud fra en ekstern database. Den kan derfor have sproglige fejl eller mangler. Denne skabelon kan fjernes efter kontrol af indholdet. |

Med fremmede øjne er en film med ukendt instruktør.

## Handling
Margaret Shalala er gymnasielærer i Zambia. Hun er kommet til Danmark for at studere det danske skolesystem. I filmen følger vi hende i de 9 måneder, hun er her i landet for at besøge forskellige skoler. Hjemme på St. Mary's Secondary School i Lusaka fortæller hun sine elever om sit ophold i det eksotiske Danmark. Vi ser vores egen skole med fremmede øjne. Måske kan vi lære noget nyt om os selv.